# Alexandra Bunton
Alexandra Bunton (nacida el 13 de octubre de 1993 en Lincoln, Gran Bretaña) es una jugadora de baloncesto australiana. Con 1.96 metros de estatura, juega en la posición de pívot.